# جوني هكتور
جوني هكتور (بالسويدية: Jonny Hector)‏ هو لاعب شطرنج بالمراسلة ‏ سويدي، ولد في 13 فبراير 1964 في مالمو في السويد.

## وصلات خارجية
- جوني هكتور على موقع الاتحاد الدولي للشطرنج (الإنجليزية)
- جوني هكتور على موقع مباريات الشطرنج (الإنجليزية)
- جوني هكتور على موقع 365Chess.com (الإنجليزية)
- جوني هكتور على موقع Chesstempo.com (الإنجليزية)
- جوني هكتور على موقع اتحاد المراسلات الدولية للشطرنج (الإنجليزية)
- جوني هكتور سجل أولمبياد الشطرنج على موقع OlimpBase.org (الإنجليزية)